# Biblioteca Central de la Universidad de La Habana
La Biblioteca Central Rubén Martínez Villena es una biblioteca universitaria. Sus colecciones forman parte del Patrimonio Documental de la Universidad de La Habana. Esta biblioteca es la más antigua de su tipo en Cuba y dentro de esta, la sección de Libros Raros y Valiosos conserva documentos como las Biblias ilustradas por Gustavo Doré en Siglo XIX y por Salvador Dalí en 1973; también existen importantes ediciones clásicas del Siglo de Oro Español, Documentos de las Guerras Independentistas Cubanas, y Memorias Fotográficas de  la arquitectura de importantes obras públicas en La Habana y otras provincias del país.
La Biblioteca Central brinda a sus usuarios entre otros servicios de Catálogo Electrónico, Préstamo de Documentos, Sala de Servicios Digitales, Servicios de Traducciones, Suscripciones de las Revistas Académicas que edita la Editorial UH, Consulta Referencista, Préstamo de Diccionarios y Enciclopedias, Colección de las Tele Clases de Ingreso a la Universidad. Actualmente posee en sus fondos 80 363 títulos con 307 950 ejemplares, 3 416 títulos de seriadas con 201539 ejemplares. Cuenta con una Sala de Libros Raros y Valiosos que atesora 8000 títulos con 10000 ejemplares en su colección.

## Historia
La Biblioteca Central "Rubén Martínez Villena" de la Universidad de La Habana es la biblioteca académica más antigua de Cuba. Fundada en 1846 cuando todavía la universidad se nombraba Real Universidad de La Habana, o también Real y Literaria. La biblioteca surge luego de la secularización de la universidad.